# Hokki bleu
Crossoptilon auritum
Espèce
Statut de conservation UICN

 LC  : Préoccupation mineure
Le Hokki bleu (Crossoptilon auritum) est une espèce d'oiseau de la famille des phasianidés. Il peut atteindre 96 cm de long et vit dans les forêts de montagne de la Chine centrale.

## Distribution

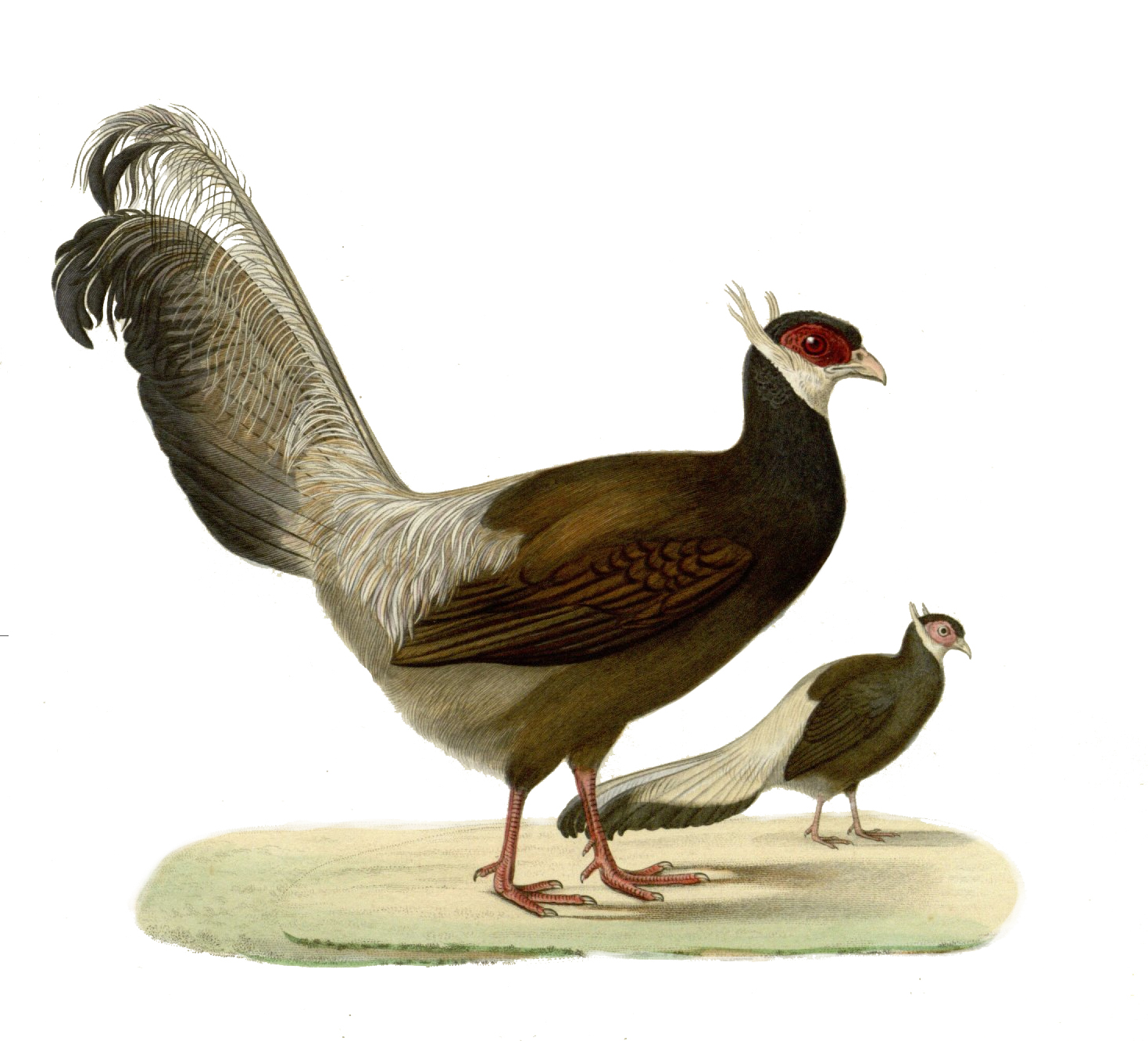
Représentation de hokkis bleus.

Centre de la Chine (Tsinghaï, Kansou, Seutchouan), extrême nord-est du Tibet (Tanggula). Une population a été localisée au nord du Kansou, dans l’Helan Shan dans la région de Ninghia (sud de la Mongolie Intérieure).
Le hokki bleu est inféodé aux forêts de conifères et mixtes entre 2 700 et 4 400 m où il fréquente les pentes rocheuses à fourrés de genévriers et les prairies alpines. Il gagne des zones de plus basse altitude en hiver (Madge & McGowan 2002).

## Alimentation
Cheng (1963), d’après des contenus d’estomacs, a établi que l’espèce se nourrit à 80 % de matière végétale (graines d’épicéas et de Polygonum, feuilles d’arbres, laîches et herbes) et à 20 % de nourriture animale (scarabées et leurs larves). Les bourgeons de feuilles et autres pousses sont prélevés en fin d’automne et en hiver alors que les bulbes, tubercules et autres racines sont consommés en saison plus chaude quand la terre est ramollie (Hennache & Ottaviani 2006).

## Comportement non social
Hors période de reproduction, les hokis bleus forment de petits groupes mais des troupes plus importantes (50-60 individus) ont été observées. Ils fourragent généralement le matin et le soir, à découvert, dans les pâturages d’altitude et passent la journée à la lisière ou à l’intérieur de la forêt. Le soir, le regagnent les forêts pour jucher dans les arbres.

## Comportement social
Début avril, les groupes hivernaux se dissolvent et les couples s’isolent. Les mâles revendiquent un territoire et marquent leur cantonnement par des cris rauques et sonores. Ils se postent souvent sur un rocher, tendent le cou vers le haut et lancent leurs cris de signalement portant très loin.

## Parade nuptiale
En parade nuptiale, le mâle marche lentement autour de la femelle, tête baissée et queue relevée, puis il déploie ses caroncules rouges, presse la tête contre la poitrine, penche le corps en avant, abaisse l’aile du côté de la femelle et déploie la queue qu’il oriente vers elle. Si la femelle se couche au sol, l’accouplement a lieu immédiatement. En revanche, si elle s’éloigne, il la suit très rapidement et recommence son manège (Hennache & Ottaviani 2006).

## Nidification
La femelle recherche le couvert d’un arbre ou d’un buisson pour creuser une légère cuvette sur le sol et y installer son nid. La ponte se compose de 6 à 12 œufs gris-brun clair avec une moyenne de 8 œufs. L’incubation dure de 26 à 28 jours et incombe à la femelle seule mais le mâle reste à proximité (Cheng 1963).

## Statut, conservation
Le hokki bleu a souffert de la plumasserie pendant des siècles car ses plumes ornementales étaient très recherchées pour l’ornementation des chapeaux des mandarins chinois. Après la révolution et la disparition de ces dignitaires, les plumes de hokki bleu devinrent à la mode, cette fois, en Occident pour servir de parure aux chapeaux féminins. La demande devint plus forte, les plumes furent importées en masse en Europe et les habitants du Kansou se mirent à collecter des œufs dans la nature et à les faire éclore sous des poules domestiques afin d’obtenir des jeunes pour leur prélever régulièrement les plumes ornementales. La plumasserie fut ensuite frappée d’interdiction en Europe et en Amérique, la mode tomba en désuétude et les sujets apprivoisés furent sacrifiés. Ce fut cependant une énorme avancée dans la conservation de l’espèce car les hokkis bleus furent beaucoup moins chassés et leurs œufs moins récoltés d’où un accroissement de leurs effectifs. Ces faits montrent, une fois encore, qu’une réglementation stricte peut bien changer le cours des choses… (Hennache & Ottaviani 2006).
BirdLife International (2013) ne considère pas l’espèce comme menacée et selon Hennache & Ottaviani (2006), l’espèce bénéficie indirectement de la protection accordée au panda géant dans les réserves naturelles (Kansou, Seutchouan, Tsinghaï).

## Galerie

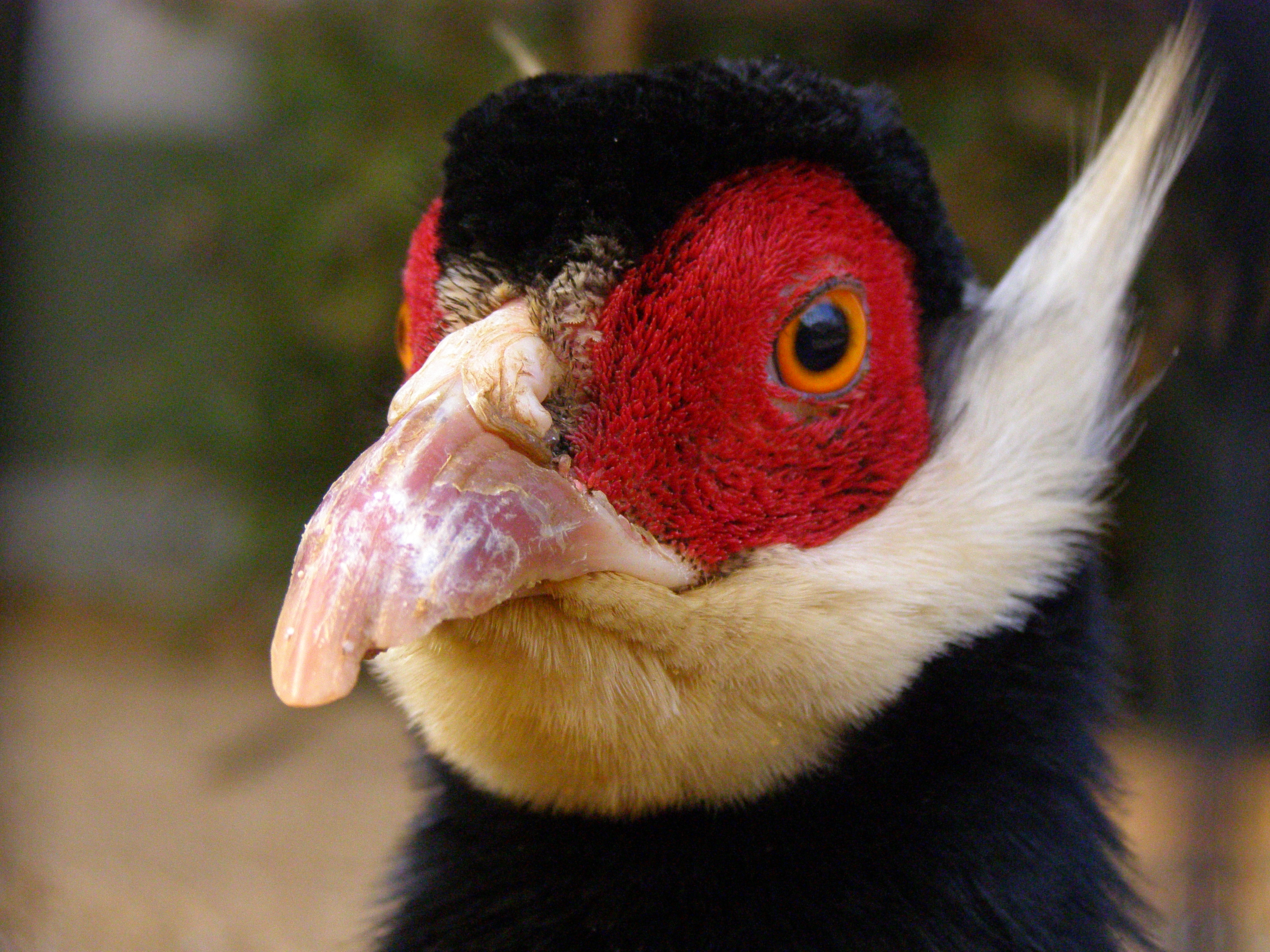
Tête de hokki bleu.
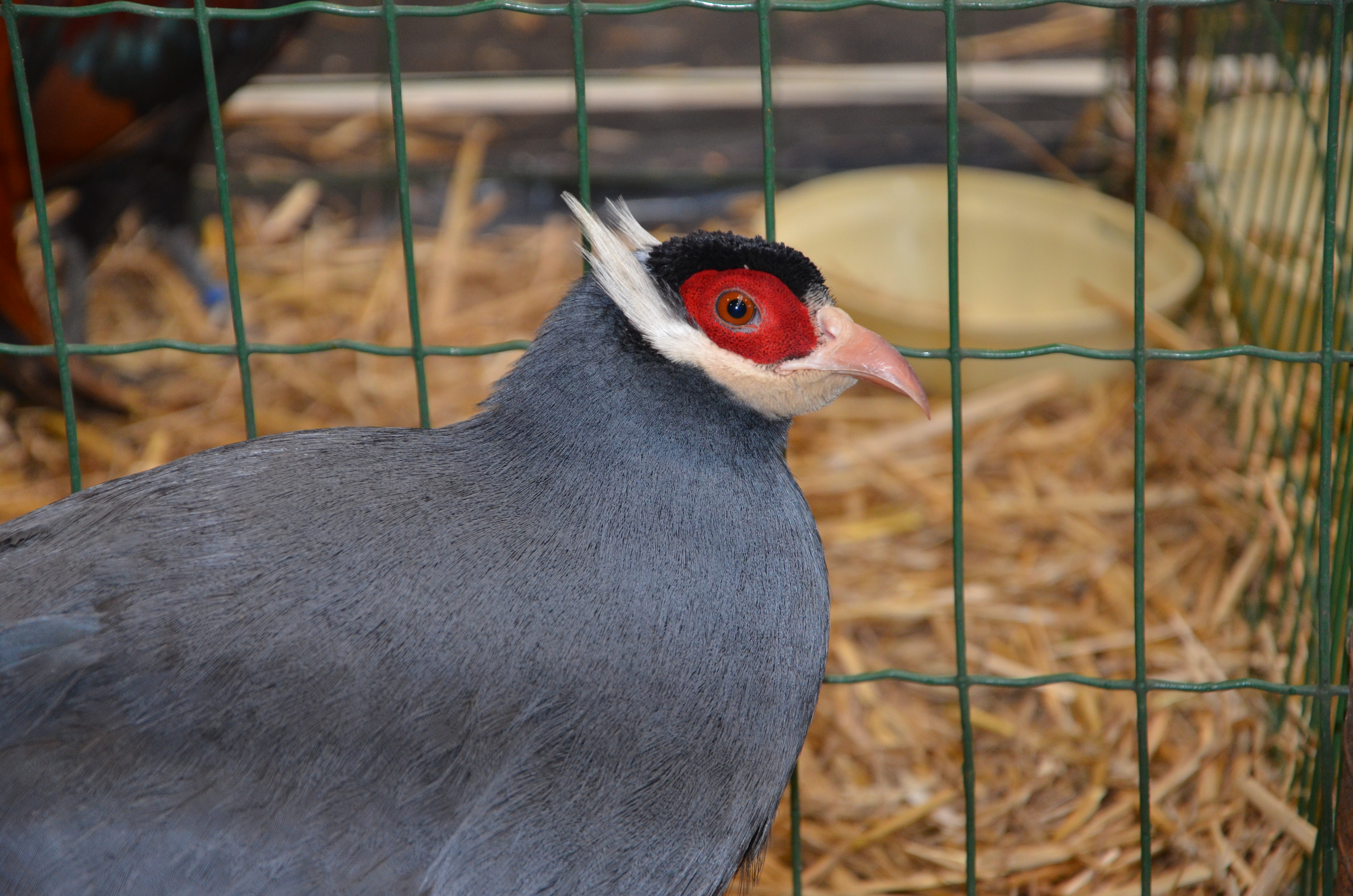
Tête de hokki bleu femelle.
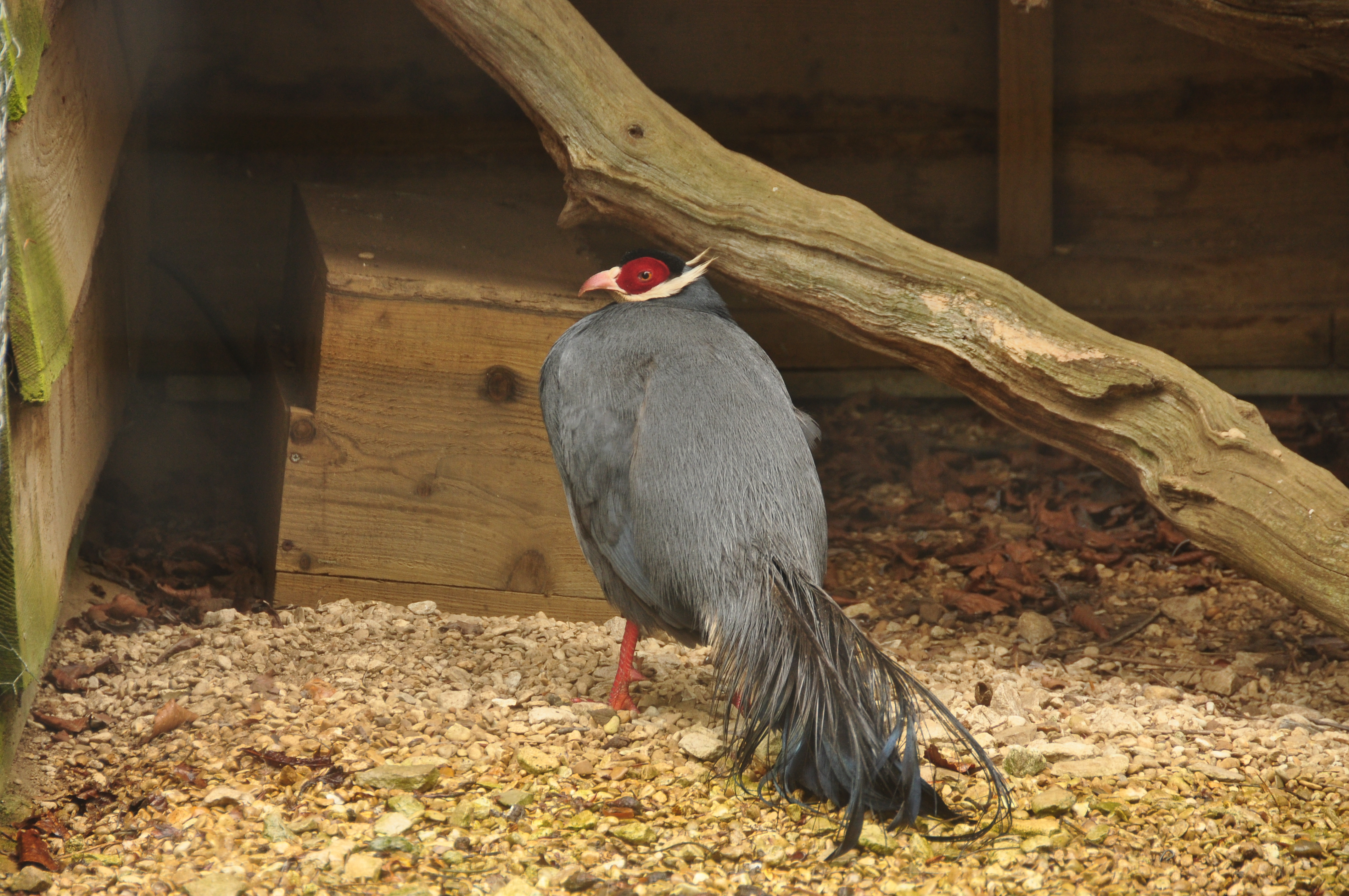
Hokki bleu.
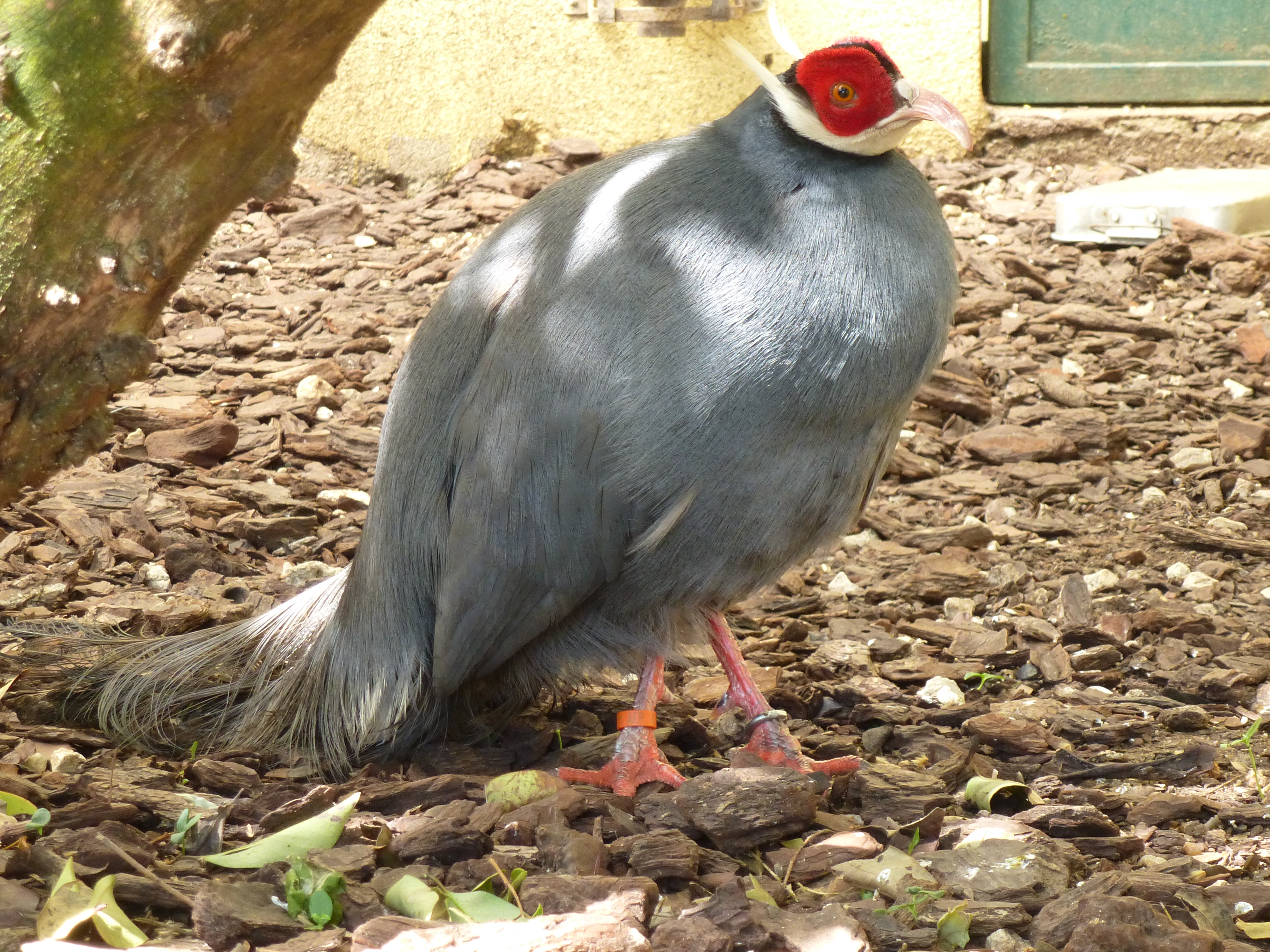
Hokki bleu.